# Gethyllis linearis
Gethyllis linearis är en amaryllisväxtart som beskrevs av Harriet Margaret Louisa Bolus. Gethyllis linearis ingår i släktet Gethyllis och familjen amaryllisväxter. Inga underarter finns listade i Catalogue of Life.